# Dysdera coiffaiti
Dysdera coiffaiti là một loài nhện trong họ Dysderidae.
Loài này thuộc chi Dysdera. Dysdera coiffaiti được J. Denis miêu tả năm 1962.